# Pseudotyrannochthonius leichhardti
Espèce
Pseudotyrannochthonius leichhardti est une espèce de pseudoscorpions de la famille des Pseudotyrannochthoniidae.

## Distribution
Cette espèce est endémique de Nouvelle-Galles du Sud en Australie. Elle se rencontre dans le parc national de Warrumbungle.

## Description
La femelle holotype mesure 2,40 mm et le mâle paratype 1,80 mm.

## Étymologie
Cette espèce est nommée en l'honneur de Ludwig Leichhardt.

## Publication originale
- Harms, 2013 : A new species of Pseudotyrannochthonius Beier (Pseudoscorpiones: Pseudotyrannochthoniidae) from the Warrumbungle Range, New South Wales. Memoirs of the Queensland Museum, vol. 58, no , p. 23-32.